# Esil (ort i Kazakstan)
Esil (ryska: Yesil’) är en ort i Kazakstan.   Den ligger i oblystet Aqmola, i den centrala delen av landet, 400 km väster om huvudstaden Astana. Esil ligger 221 meter över havet och antalet invånare är 13 504.
Terrängen runt Esil är platt. Runt Esil är det mycket glesbefolkat, med 5 invånare per kvadratkilometer. Det finns inga andra samhällen i närheten. Trakten runt Esil består i huvudsak av gräsmarker.